# Ahmadabad (Pakistan)
Ahmadabad – miasto w Pakistanie, w prowincji Pendżab. W 2017 roku liczyło 39 447 mieszkańców.